# Reichstagswahlkreis (Deutsches Kaiserreich)
Die Reichstagswahlen im Norddeutschen Bund und dem Deutschen Reich von 1867 bis 1918 wurden im absoluten Mehrheitswahlrecht in Ein-Personen-Reichstagswahlkreisen durchgeführt.

## Rechtsgrundlage
Die Mitgliedsstaaten des Augustbündnisses hatten sich 1867 auf die Wahl eines Konstituierenden Reichstags geeinigt. Als Wahlrecht einigte man sich auf die Anwendung des Frankfurter Reichswahlgesetzes. Da dieses von den Staaten bei Entstehung nicht anerkannt worden war, erließ jeder einzelne Mitgliedsstaat ein gleichlautendes eigenes Wahlgesetz. 1869 beschloss der Reichstag des Norddeutschen Bundes das Bundeswahlgesetz, welches später als Reichswahlgesetz für das Kaiserreich weiter in Kraft blieb.
Die Regelungen bezüglich des Wahlrechts und der Wahlkreise blieb grundsätzlich bis zum Ende des Kaiserreichs 1918 unverändert. Eine Wahlkreisreform, die am 12. Juli 1918 verabschiedet wurde und das Verhältnis zwischen Stadt und Land wieder etwas entzerren sollte, kam nicht mehr zum Tragen.

## Wahlkreiseinteilung
Das Gesetz von 1849 ging davon aus, dass in jedem Wahlkreis etwa 100.000 Einwohner leben sollten. Bei Bevölkerungsverschiebungen (Wachstum und Wanderungen) sollten die Wahlkreise auf dem Verwaltungsweg neu eingeteilt werden. Das Gesetz von 1869 regelte, dass eine Änderung der Wahlkreise nur per Gesetz möglich sei. Ein solches Gesetz wurde jedoch nie beschlossen, so dass die Wahlkreiseinteilung über die ganze Zeit unverändert blieb. Dazu kam, dass es keine staatenübergreifende Wahlkreise gab. Damit umfassten die Wahlkreise der kleinen Bundesstaaten von Anfang an weniger als die 100.000 Einwohner. Grundlage der Wahlkreisfestlegung waren die Ergebnisse der Volkszählung von 1864.
Dies führte im Laufe der Zeit dazu, dass die Größe der Wahlkreise sehr unterschiedlich wurde. Während das Frankfurter Gesetz eine Ungleichheit von 1:3 (und das Bundeswahlgesetz in den 1980er Jahren 1:1,67) zuließ, betrug es 1912 bei einzelnen Wahlkreisen bis über 1:30.
Im Bereich des ehemaligen Norddeutschen Bundes wurden die bereits bestehenden 297 Wahlkreise der Wahlen zum Reichstag des Norddeutschen Bundes übernommen. Weitere insgesamt 85 Wahlkreise wurden in Bayern, Württemberg, Baden sowie den hessischen Landesteilen Starkenburg und Rheinhessen gebildet. Bei der ersten Reichstagswahl des neugegründeten Deutschen Reichs im Jahre 1871 gab es somit 382 Wahlkreise.
Das Reichsland Elsaß-Lothringen mit weiteren fünfzehn Wahlkreisen nahm erst seit 1874 an Reichstagswahlen teil.
Für die einzelnen Wahlkreise siehe die Liste der Reichstagswahlkreise des Deutschen Kaiserreichs.

## Wahlkreisbezeichnungen
Die Reichstagswahlkreise orientierten sich an den Grenzen der Staaten, Provinzen, Regierungsbezirke und Kreise. In den Kleinstaaten wurden die Reichstagswahlkreise je Staat durchnummeriert (also z. B. Reichstagswahlkreis Königreich Sachsen 1), in Preußen und Bayern erfolgte die Durchnummerierung auf Ebene der Regierungsbezirke (bzw. in der Provinz Hannover auf Ebene der Provinz, da es dort keine Regierungsbezirke gab), also z. B. "Reichstagswahlkreis Gumbinnen 3". Daneben war eine Bezeichnung nach den Hauptorten der Kreise (z. B. "Reichstagswahlkreis Gummbinnen-Insterburg") üblich, es findet sich auch eine Darstellung nach der reichsweiten Durchnummerierung (z. B.: "Reichstagswahlkreis 13").

## Wahlverfahren
In jedem der Reichstagswahlkreise wurde ein Abgeordneter gewählt. Dieser war gewählt, wenn er im ersten Wahlgang die absolute Mehrheit erhalten hatte, ansonsten kam es 14 Tage später zu einer Stichwahl (im Gesetz "engere Wahl" genannt) zwischen den beiden erstplatzierten Kandidaten. Hier war der Kandidat gewählt der die Mehrheit der Stimmen auf sich vereinigte; bei Gleichstand kam es zum Losentscheid. Da Kandidaten in mehreren Wahlkreisen antreten konnten, konnte es zu einer Wahl in mehreren Wahlkreisen kommen. Der Kandidat musste sich dann für einen Wahlkreis entscheiden und die anderen Wahlen ablehnen.
Lehnte der gewählte Kandidat die Wahl ab oder schied es später aus dem Reichstag aus, so kam es zu einer Neuwahl im Wahlkreis.

## Wahlkreisorganisationen und Wahlkreisabkommen
Auf Ebene der Reichstagswahlkreise bildeten sich Wahlkreisorganisationen zur Unterstützung der jeweiligen Kandidaten. Diese, sowie die entsprechenden Fraktionen im Reichstag, wurden die Basis der sich entwickelnden politischen Parteien. Um die Wahl ihrer Kandidaten zu befördern, schlossen dieses Wahlkreisorganisationen vielfach Wahlkreisabkommen. Die Wahlkreisorganisationen waren hier rechtlich unabhängig von den Landes- oder Reichorganisationen ihrer Parteien. Überregionale Wahlbündnisse wie das der Kartellparteien oder der Bülow-Block wurden überwiegend in den Wahlkreisorganisationen umgesetzt, Abweichungen waren aber zulässig und kamen öfter vor.